# Mike Sweeney
Mike Sweeney   (Duncan, 25 de desembre de 1959) és un exfutbolista canadenc de la dècada de 1980.
Fou 61 cops internacional amb la selecció del Canadà, amb la qual participà en el Mundial de 1986.
Pel que fa a clubs, destacà a Edmonton Drillers, Vancouver Whitecaps, Golden Bay Earthquakes, Cleveland Force i Minnesota Strikers.